# Suore basiliane figlie di Santa Macrina

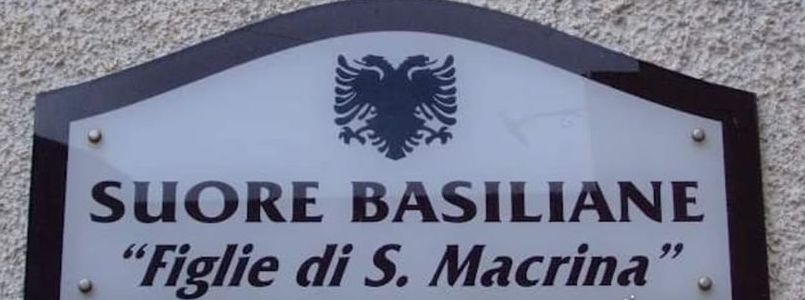
Insegna con lo Stemma dell'ordine, recante l'Aquila bicipite albanese

Le Suore Basiliane Figlie di Santa Macrina (Motrat Baziljane Bijat e Shën Makrinës in albanese), conosciute anche semplicemente come basiliane, sono un istituto religioso femminile di diritto pontificio appartenente alla Chiesa cattolica italo-albanese. Le suore di questa congregazione seguono il rito bizantino e pospongono al loro nome la sigla I.S.B.F.M.
Fondate dai monaci basiliani italo-albanesi di Grottaferrata per l'apostolato presso la comunità albanese d'Italia, cattolica professante il rito orientale, le suore basiliane hanno l'obbiettivo di contribuire al dialogo ecumenico e alla comunione con i fratelli cristiani d’Oriente (sono presenti in modo particolare in Albania, in Kosovo, nonché presso altre popolazioni in India).

## Storia

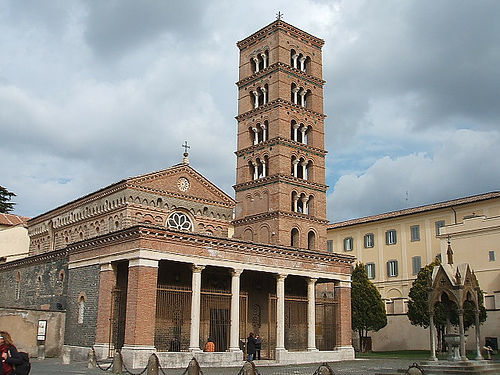
L'Abbazia di Santa Maria di Grottaferrata

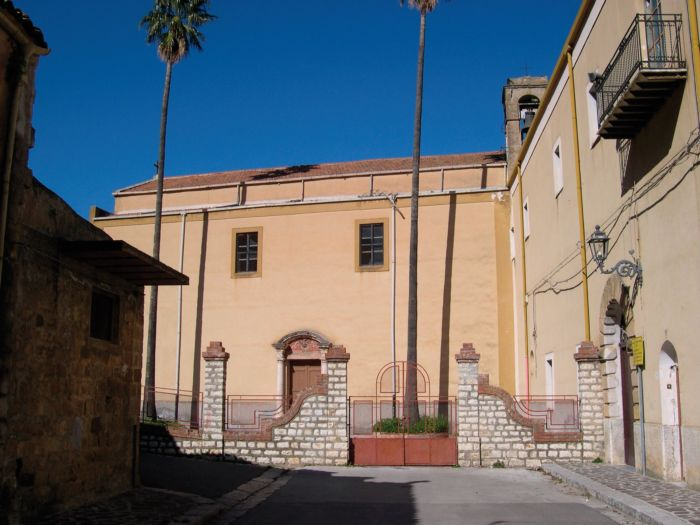
Il Monastero Basiliano di Mezzojuso

La congregazione fu fondata da Padre Nilo Borgia, jeromonaco basiliano di Piana degli Albanesi giunto a Grottaferrata, insieme con le sorelle Elena e Agnese Raparelli. Le due sorelle maturano non solo la vocazione religiosa, ma anche l'idea di fondare un nuovo istituto per formare delle religiose da destinare all'apostolato presso le popolazioni albanesi di rito bizantino in Italia e del vicino Oriente.
Nel 1920 Borgia fu inviato a Mezzojuso, comune dove esisteva una colonia albanese, per riaprire l'antico Monastero di San Basilio; ivi comprese che esistevano le condizioni per realizzare il progetto che da tempo aveva in mente, di istituire un nuovo istituto per formare delle religiose da destinare all'apostolato presso le popolazioni italo-albanesi di rito bizantino e dell'Oriente cristiano.
Le sorelle Raparelli, che presero i nomi di suor Macrina e di suor Eumelia, giunsero a Mezzojuso da Roma l'8 luglio 1921 e le prime nove suore emisero la loro professione dei voti il 30 luglio 1930. Suor Macrina, per tutta la sua vita madre generale, guidò la congregazione delle basiliane. Suor Eumelia assolse principalmente sia l'incarico di maestra delle novizie sia di assistente generale. Padre Nilo Borgia rimase guida spirituale, egli ispirò e orientò la nascente comunità religiosa.
Il 26 giugno 1930, la Sacra Congregazione aveva concesso la licenza, mentre Ernesto Filippi, arcivescovo di Monreale che amministrava buona parte della comunità italo-albanese, aveva eretto canonicamente con decreto del 19 luglio 1930 la Congregazione basiliana sotto il titolo di "Figlie di Santa Macrina" in congregazione di diritto diocesano. Il 5 aprile 1933 lo stesso arcivescovo approvava le costituzioni delle suore basiliane. Il 21 gennaio 1931 il cardinale Luigi Lavitrano decretava l’approvazione della suddetta congregazione basiliana per la diocesi di Palermo, che amministrava altre comunità italo-albanesi. Il 26 ottobre 1937, con l'erezione della diocesi per gli albanesi di Sicilia, era passata alle dipendenze dell’Eparchia di Piana degli Albanesi.
Dal 1924 al 1966 furono aperte numerose case filiali nelle comunità italo-albanesi o nelle località in cui presenti o emigrati. Dal 1939 al 1946, anno dell'inizio dell'epoca comunista, furono presenti in Albania.
Nel dopoguerra nuove case sono state aperte in Sicilia (Eparchia di Piana degli Albanesi), in Calabria e in Basilicata (Eparchia di Lungro), nel Lazio (Abbazia territoriale di Santa Maria di Grottaferrata).
Nel 1969 il noviziato delle suore basiliane viene trasferito da Mezzojuso a Grottaferrata.
L'istituto ricevette il pontificio decreto di lode nel 1972.
Dal 1980 sono presenti nel Kosovo e dal 1992, con la caduta del regime comunista dichiarato ateo, sono tornate in Albania. Nello stesso anno hanno aperto una casa filiale anche in India.

## Attività e diffusione

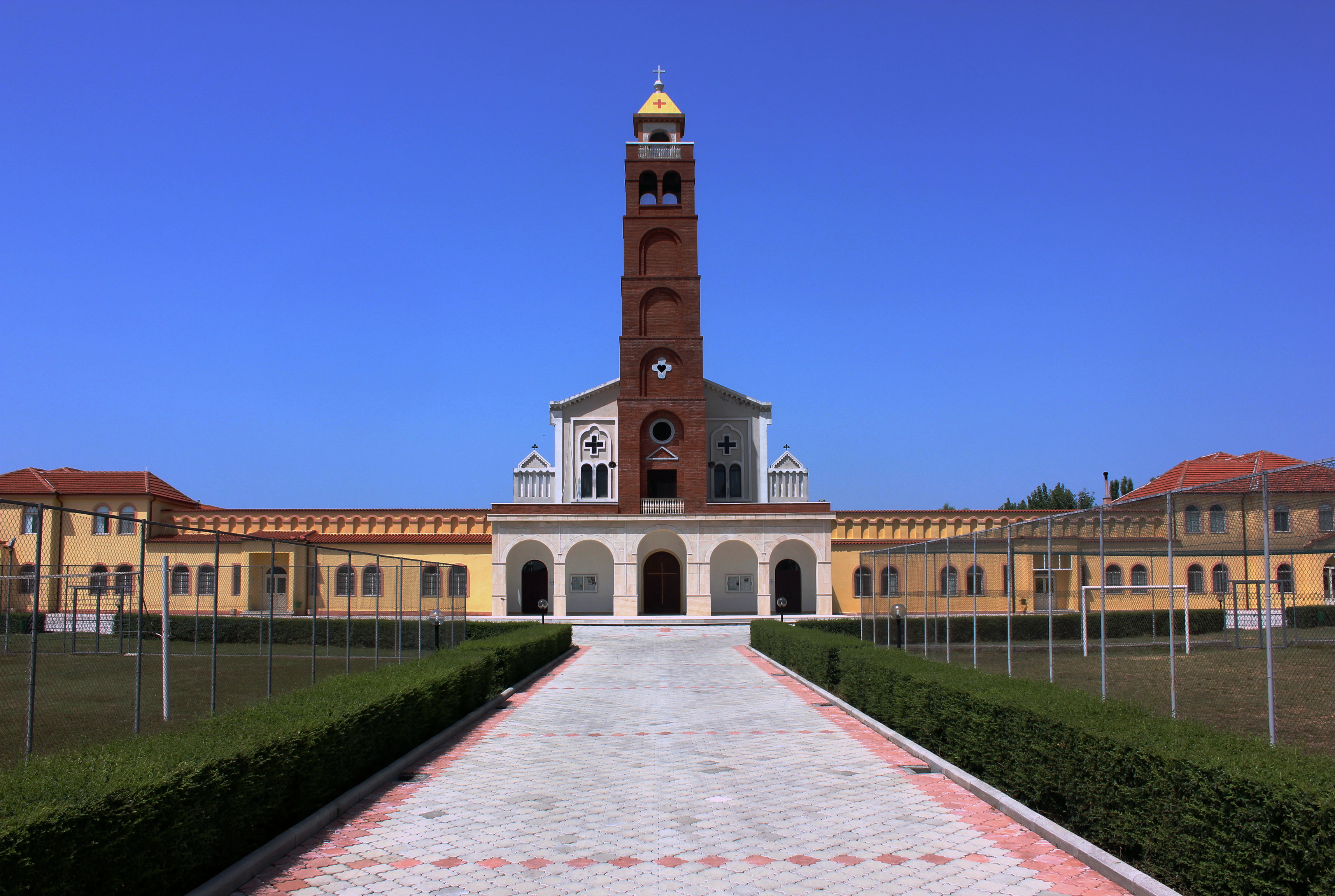
Casa filiale a Fushë-Kuqe, località Gurëz (Laç, Albania)

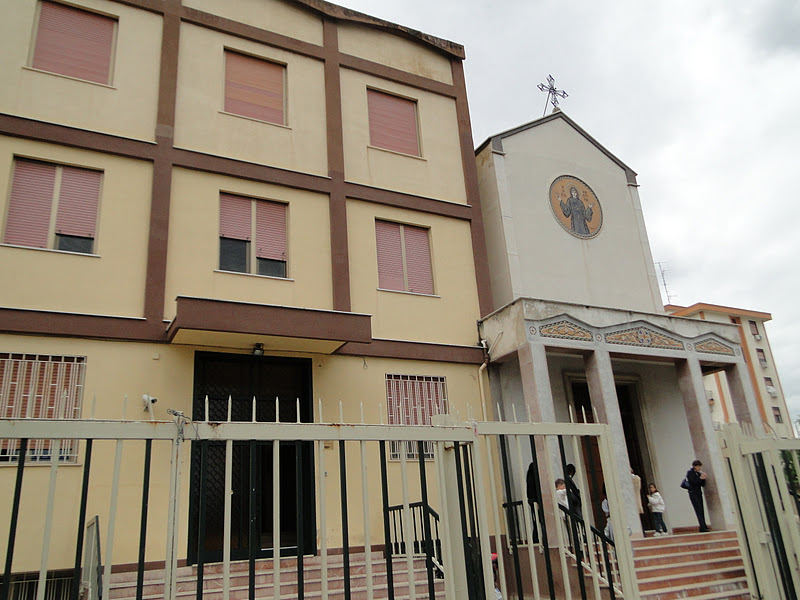
Istituto delle Rev. Suore Basiliane Figlie di Santa Macrina a Palermo

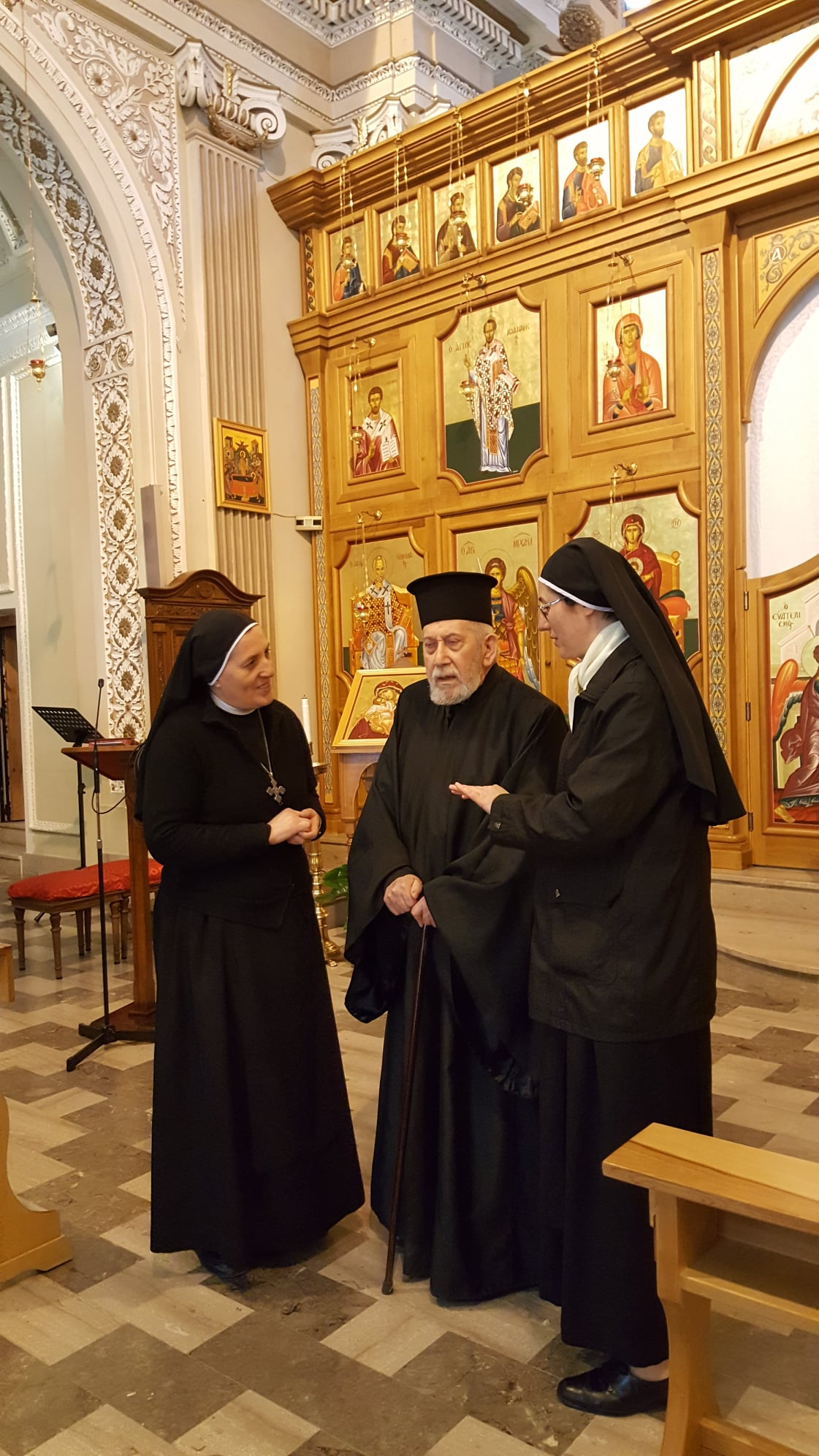
L'eparca Sotìr Ferrara e le suore basiliane a Mezzojuso

Le suore si dedicano all'apostolato presso le comunità italo-albanesi di rito bizantino, in località in cui sono presenti emigrati o istituzioni arbëreshë, così come più recentemente presso altre popolazioni cristiane orientali. Esse operano nelle parrocchie, di assistenza, di educazione e di istruzione dei bambini e dei giovani negli asili, nelle scuole e nei collegi, nell'assistenza agli ammalati, agli anziani ed agli invalidi in ospedali e case di riposo.
Le vocazioni, oltre quelle dai centri italo-albanesi, si registrano numerose dall’Albania e dal Kosovo.
Oltre che in Italia (Calabria, Lazio, Sicilia, già in Basilicata), sono presenti in Albania, in Kosovo e recentemente anche in India; la superiora generale risiede a Grottaferrata.
Molti sono gli albanesi d'Italia che hanno frequentato l'istituzione di educazione e di istruzione della Congregazione delle Suore Basiliane, il quale contributo dato, alla formazione religiosa e culturale degli italo-albanesi, è importante. In tempi recenti è cessata la loro presenza in alcune comunità italo-albanesi.
La Congregazione dà un contributo nuovo e significativo e una nuova vitalità nel nostro tempo nella spiritualità bizantina. In questa tradizione aveva offerto un grande contributo di cultura e di santità uno stuolo di monaci, rinvigorita nel secolo XVI dall'arrivo di una forte immigrazione albanese proveniente dall'Albania, dall'Epiro e dalla Morea, ma non vi erano mai state operanti comunità monastiche femminili.
Alla fine del 2008 la congregazione contava 88 religiose in 17 case. Superiora generale: Rev. Madre Regjina Elena Lulashi, nativa di Gurëz (Albania).

### In Albania e Kosovo
La comunità nacque con l'intento di ricollegare le comunità italo-albanesi all'Albania e di riportare alla stessa, loro terra di origine, il messaggio cristiano.
La congregazione conobbe un progressivo incremento negli anni tra il 1939 e il 1946, con l'apertura di due case ad Argirocastro e Fier, aiutate dai monaci basiliani già presenti in Albania, ma poi chiuse con l'avvento del regime comunista.
Negli anni '90 le basiliane ritornarono nuovamente in Albania e in seguito si portarono anche nella Kosova. Oggi la Congregazione ha un consistente numero di giovani suore albanesi, di cui molte hanno conseguito diplomi in Istituti di scienze religiose superiori.

## Carisma
La Serva di Dio Madre Macrina (1893 - 1970) così espresse il carisma della nuova Istituzione:
(Statuti, art. 3)
Il carisma di fondazione, pertanto, tende a contribuire e a promuovere l’unità nella carità della Chiesa e il dialogo ecumenico. Il Santo Padre, cui stava molto a cuore il progetto ecumenico della nuova istituzione, invitò le sorelle a prepararsi con la preghiera e con una formazione culturale e spirituale adeguata e diede l’approvazione, dicendo:
(Benedetto XV)
Egli riteneva, infatti, che per realizzare l’unione e la comunione con i fratelli cristiani di Oriente era necessario rispettare e amare le loro tradizioni per rimuovere gli equivoci e gli ostacoli intessendo un dialogo aperto e fraterno fra le due Chiese sorelle.
La fondatrice Madre Macrina, anticipando le indicazioni del Concilio Vaticano II, nel fondare l’Istituzione si proponeva di:
- Diffondere la carità di Cristo tra gli uomini affinché “tutti giungano alla conoscenza della verità” (1 Tm 2,4);
- Custodire il decoro del rito e delle tradizioni italo-albanesi e della Chiesa dell’Oriente cristiano;
- Contribuire alla comunione tra le Chiese, di occidente e di oriente, attraverso il dialogo e la fraterna concordia.

La Congregazione è un’Istituzione religiosa di diritto pontificio, con una identità e struttura canonica interna. Vivendo fortemente la Spiritualità dei Santi Padri orientali, le suore sono pronte a svolgere il lavoro apostolico di testimonianza, evangelizzazione e promozione umana nell’ambito di tutta la chiesa, e collaborare anche con le altre comunità ecclesiali e gli istituti religiosi cattolici e non cattolici, anche andando in altre nazioni (art.4,Cost. 165).
La M. Fondatrice Elena Raparelli (Macrina) si dedicò totalmente per promuovere il dialogo con le Chiese sorelle d’Oriente e si dedicò per l’Unità dei cristiani. Il 2 aprile del 2005, a Mezzojuso, nella Eparchia di Piana degli Albanesi (PA), è stata aperta l’Inchiesta diocesana sulla sua vita, virtù e fama di santità. A giugno del 2010 la Congregazione delle cause dei Santi ha dato l’approvazione della validità del processo diocesano. La Santa Sede l'ha dichiarata Venerabile il 23 marzo 2017.